# Ifni
Provincie Ifni byla španělská kolonie na území dnešního Maroka, ležící na pobřeží Atlantského oceánu jižně od Agadiru nedaleko Kanárských ostrovů. Jejím hlavním městem bylo Sidi Ifni. Hlavním ekonomickým zdrojem byl rybolov.

## Historický přehled
- Roku 789 byla provincie Ifni připojena k Marockému království.
- Roku 1476 byla královstvím Kastilským postavena pevnost Santa Cruz de la Mar Pequeña, patrně na místě Sidi Ifni.
- Roku 1524 bylo Ifni znovu získáno marockou dynastií Saadů.
- Roku 1860 po španělsko-marocké válce bylo území znovu obsazeno Španělskem, které zde zřídilo protektorát a následně vybudovalo významný rybářský přístav v Sidi Ifni.
- Roku 1946 se Ifni stalo součástí kolonie Španělská západní Afrika.
- Roku 1957 napadlo Maroko Španělskou západní Afriku a až na hlavní město obsadilo celé území Ifni. Po půlroční válce získalo Maroko podle smlouvy z Angra de Cintra z této kolonie pouze Cabo Juby. Následně bylo Ifni prohlášeno španělskou zámořskou provincií (1958).
- Roku 1969 se Španělsko podvolilo mezinárodnímu tlaku (rezoluce 2072 Organizace spojených národů z roku 1965) a navrátilo území Maroku.

## Poštovní známky
Španělsko začalo vydávat pro Ifni poštovní známky v roce 1941, zprvu to byly přetisky španělských známek s textem TERRITORIO DE IFNI a v novém provedení v roce 1943. Vydání následovala zhruba po deseti letech a poslední bylo 23. listopadu 1968. Známky jsou k dostání, ovšem většinou nepoužité, což podporuje názor, že byly vydávány spíše pro komerční účely než k poštovní službě obyvatelům.